# Grass: A Nation's Battle for Life
Pour plus de détails, voir Fiche technique et Distribution.
Grass, lutte d'un peuple pour la vie (Grass: A Nation's Battle for Life) est un documentaire américain tourné en Iran par Merian C. Cooper, Ernest B. Schoedsack et Marguerite Harrison en 1925.

## Synopsis
On y suit un groupe de Bakhtiaris, une tribu d'Iran méridional dans leur transhumance bi-annuelle de leurs quartiers d'hiver, dans la province de Khouzistan, à leurs quartiers d'été dans la province du Tchaharmahal-et-Bakhtiari, en traversant la rivière Bazoft, l'un des affluents du fleuve Karoun et les monts enneigés du Zard Kuh, l'un des massifs des monts Zagros.

## Autour du documentaire
Ce film est considéré comme l'un des premiers films documentaires ethnographiques. En 1997, le film a fait son entrée à la National Film Registry pour être conservé par la Bibliothèque du Congrès pour son importance culturelle,.